# 島津久儔
島津 久儔（しまづ ひさとも）は、江戸時代の日本の武士。薩摩国薩摩藩宮之城島津家第12代。

## 家系
宮之城島津家家は、島津忠良の三男尚久に始まり、代々の当主の通称が「図書」で、忠長以降、薩摩国宮之城を領した。久方の代に一所持となり、久倫の代に大身分となる。家紋は宮之城十文字。

## 略歴
天明8年（1788年）薩摩藩宮之城前領主島津久郷の子として生まれる。母は先代久濃の娘。寛政8年（1796年）3月、藩主斉宣の加冠で元服。
寛政9年（1798年）父久郷の死去により家督を相続する。文化3年（1806年）には前藩主斉宣の六男泰之進を、文化6年（1809年）には斉宣の九男範之進を養子に迎えるも夫々夭折した。
文化12年（1815年）2月、藩主斉興が久儔の屋敷に御成し、牧谿の掛け軸を献上した。
文化13年（1816年）2月、斉興から狩野探幽の掛け軸を贈られた。
文政10年（1827年）6月20日、死去。享年41。家督は長男久中が相続した。